# Chute du Bras-du-Fort
La chute du Bras-du-Fort est une chute d'eau située sur le cours de la rivière du Fort, sur le territoire de Goyave, dans l'île de Basse-Terre en Guadeloupe.

## Description
La chute a une hauteur de 30 m. Facile d'accès, elle offre un bassin de baignade en pleine forêt tropicale.

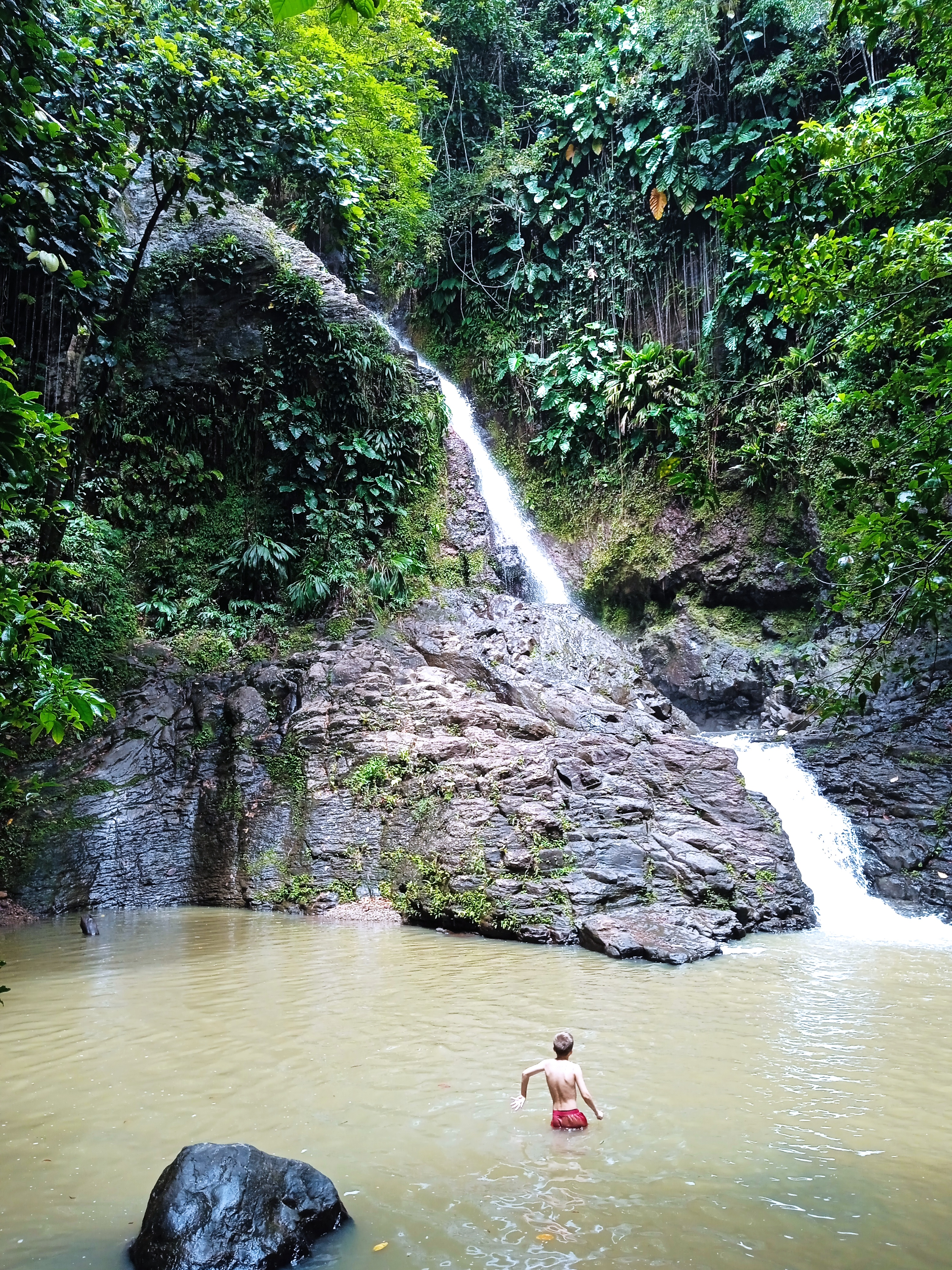
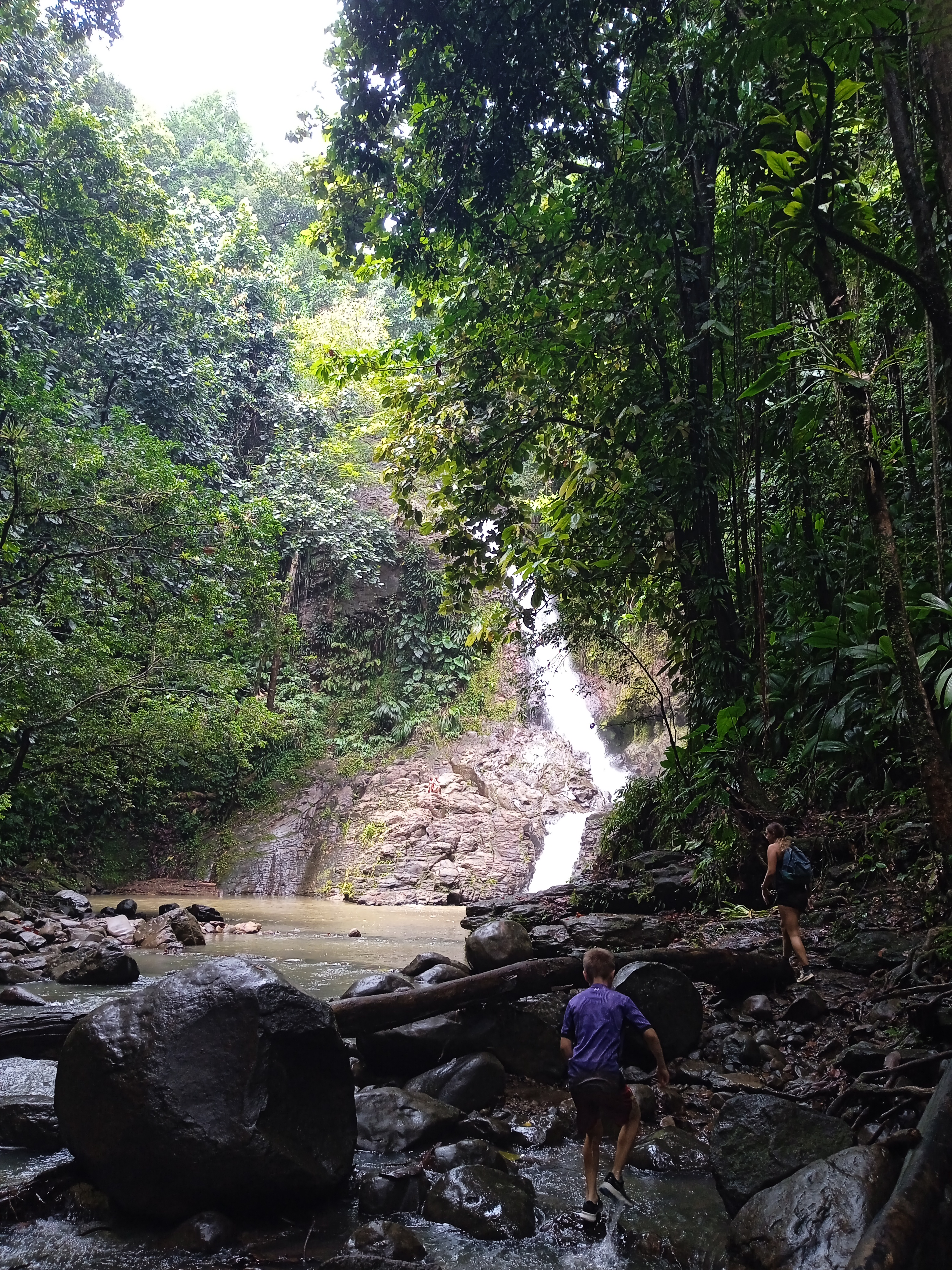
La chute du Bras-du-Fort en forêt tropicale.
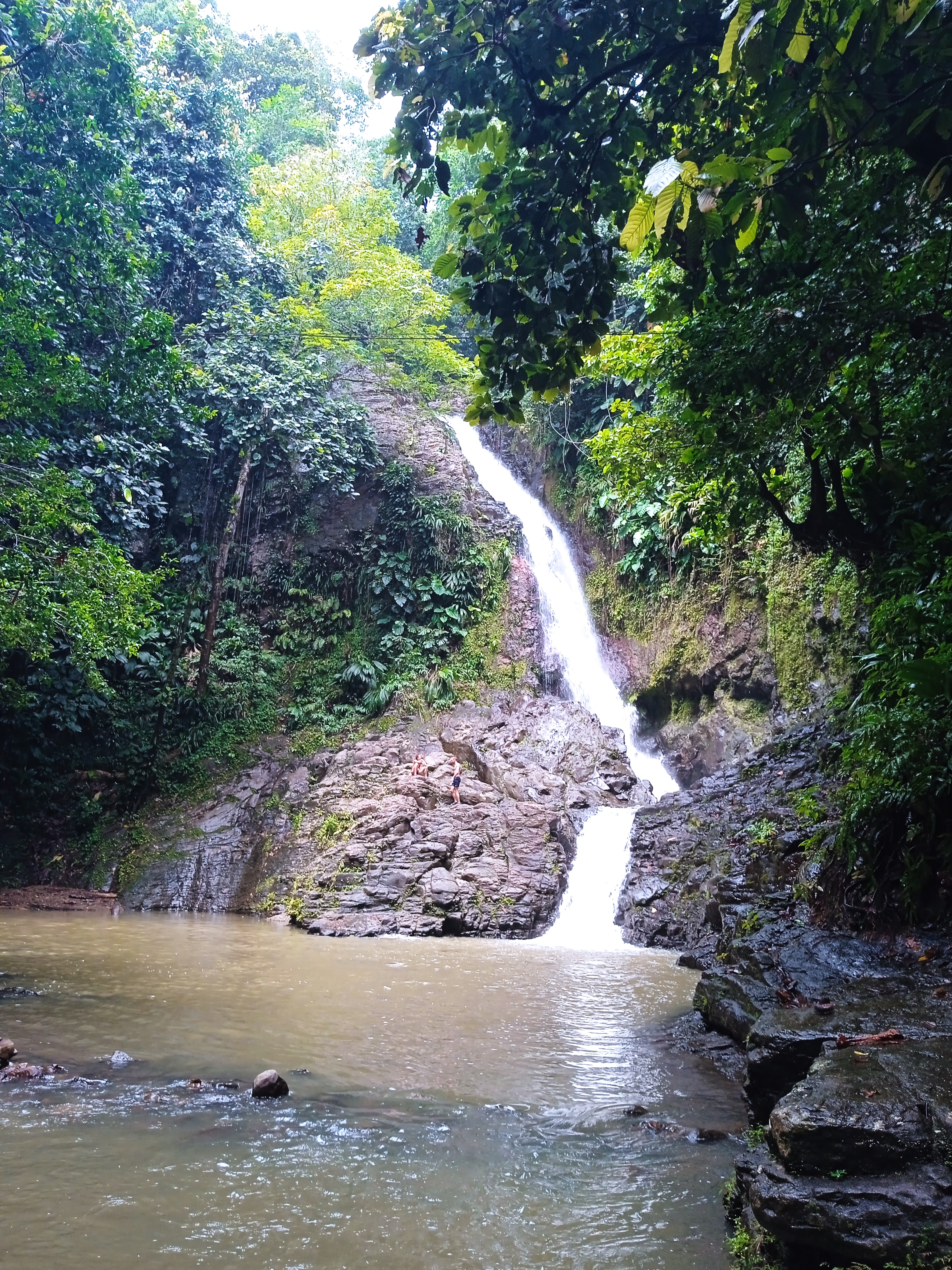
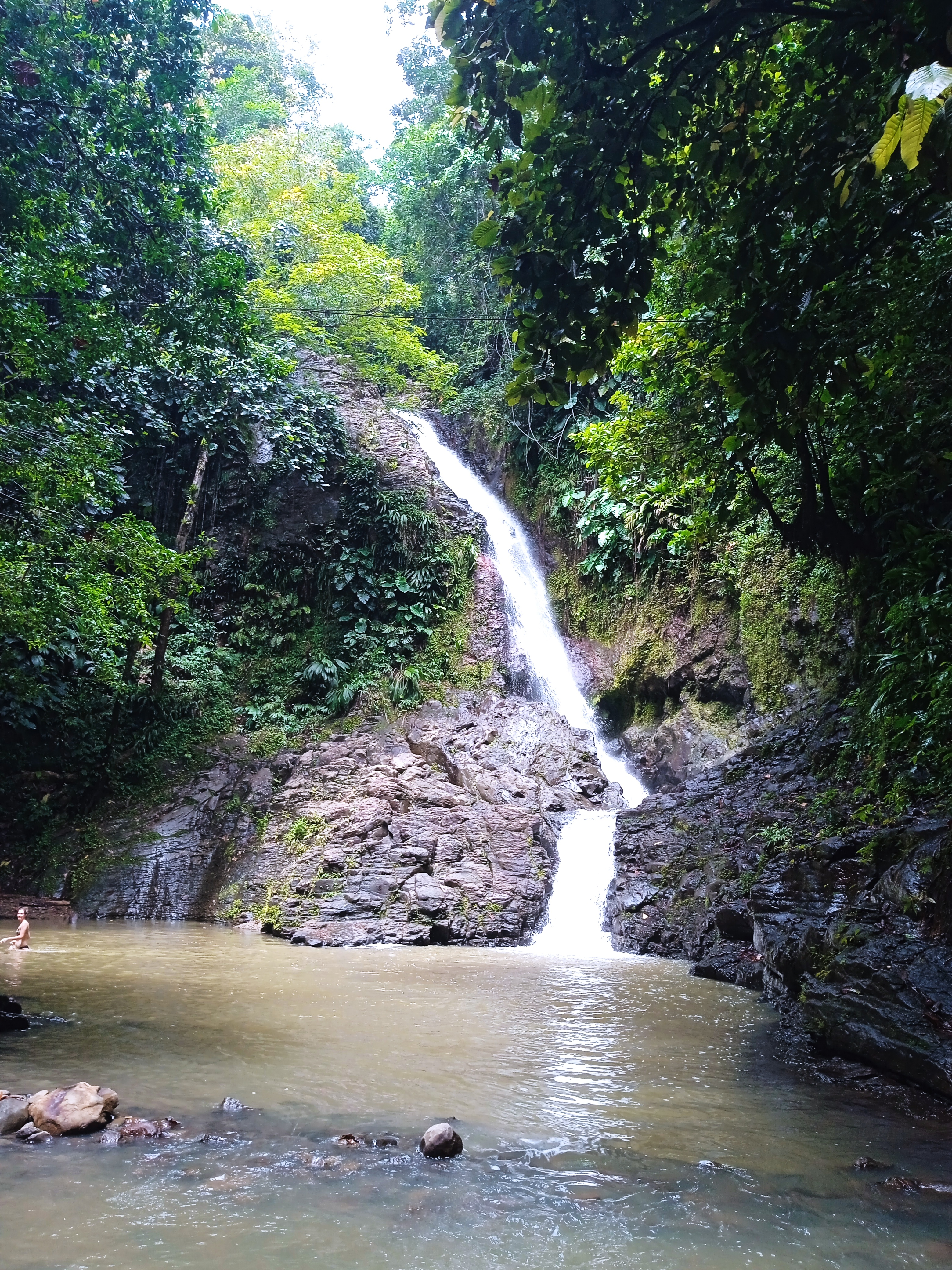
Bassin de baignade de la chute.
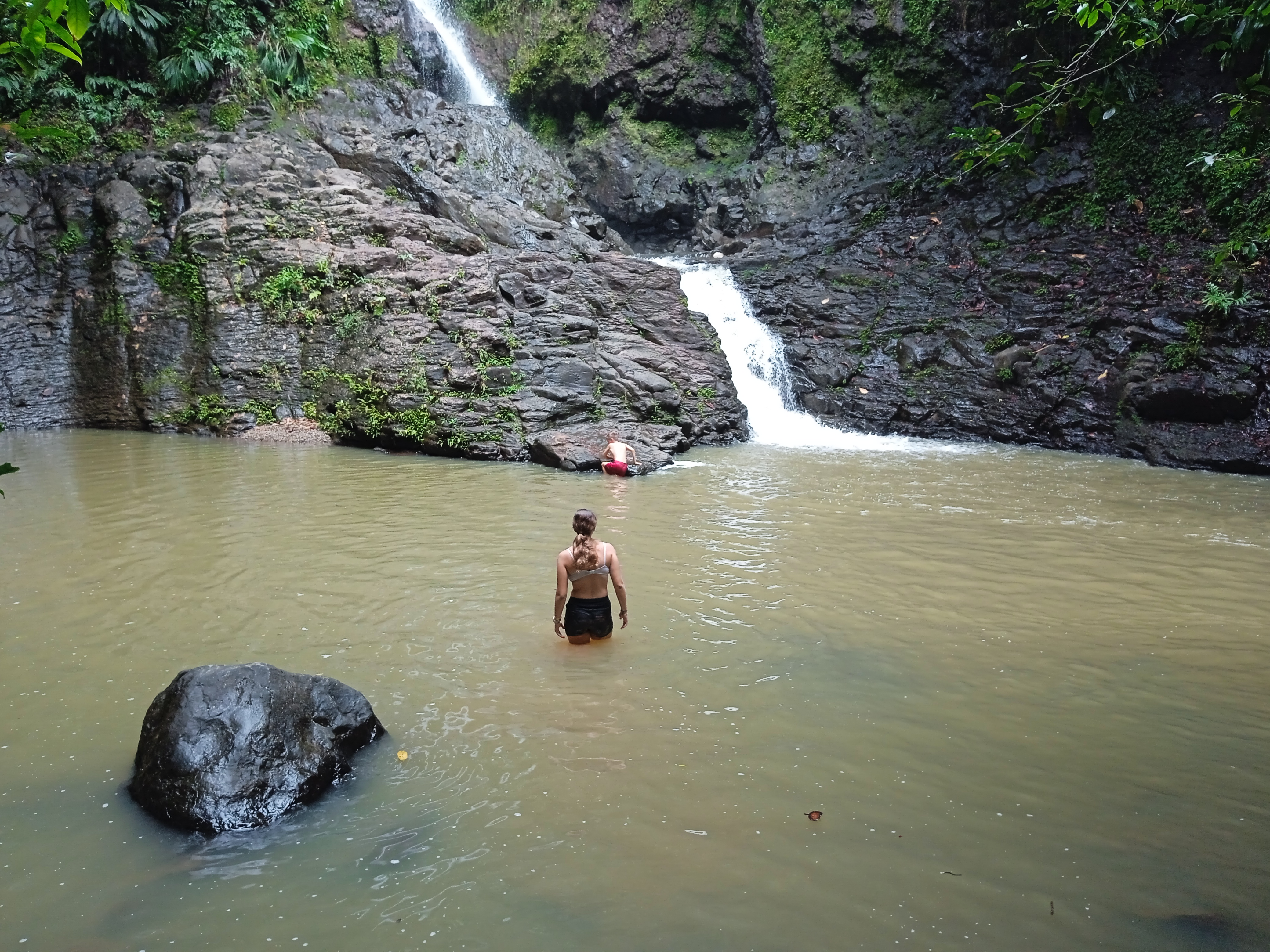